# Химна Палестине
Химна Палестине носи назив „Ратник” арап. فدائي Fidāʼī и написао ју је Саид ел Музајин (познат као Fata Al Thawra, Дечко револуције). а музику је компоновао египатски композитор Али Исмаел, и носила је име „Химна палестинског искупљења”. Усвојена је 1996. године од стране Палестинске Ослободилачке Организације (ПЛО), у складу са Чланом 31 палестинске Декларације независности из 1988. године.

## Lyrics
| Arabic Lyrics | Transcription | Translation |
| --- | --- | --- |
| فِدَائِي فِدَائِي فِدَائِي يَا أَرْضِي يَا أَرْض الجُدُود فِدَائِي فِدَائِي فِدَائِي يَا شَعْبِي يَا شَعْب الخُلُود بِعَزْمِي وَنَارِي وَبُرْكَانِ ثَأرِي وَأَشْوَاقِ دَمِي لِأَرْضِي وَدَارِي صَعَدْتُ الجِبَالَا وَخُضْتُ النِّضَالَا قَهَرْتُ المُحَالَا عَبَرْتُ الحُدُود بِعَزْمِ الرِّيَاح وَنَارِ السِّلَاح وَإِصْرَارِ شَعْبِي بِأَرْض الكِفَاح فِلَسْطِينُ دَارِي فِلَسْطِينُ نَارِي فِلَسْطِينُ ثَارِي وَأَرْضِ الصُّمُود بِحَقِّ القَسَم تَحْتَ ظِلِّ العَلَم بِأَرْضِي وَشَعْبِي وَنَارِ الأَلَم سَأَحْيَا فِدَائِي وَأَمْضِي فِدَائِي وَأَقْضِي فِدَائِي إِلَى أَن تَعُود | Fidā'ī Fidā'ī Fidā'ī yā ardī yā arḍal-judūd Fidā'ī Fidā'ī Fidā'ī yā šaʿbī yā šaʿb al-xulūd Biʿazmī wa nārī wa burkāni thaʼrī Waʼašwāqi damī liʼarḍī wa dārī Ṣaʿadtu l-jibālā wa xuḍtu n-niḍālā Qahartu l-muḥālā ʿabartu l-ḥudūd Biʿazmi r-riyāḥ wa nāri s-silāḥ Wa iṣrāri šaʿbi biʼarḍ al-kifāḥ Filasṭīnu dārī Filasṭīnu nārī Filasṭīnu thārī wa arḍi aṣ-ṣumūd Biḥaqqi l-qasam taḥta ẓilli l-ʿalam Biʼarḍī wa šaʿbī wa nāri l-alam Saʼaḥyā fidāʼī wa amḍī fidāʼī Wa aqḍī fidāʼī ilā an taʿūd | Ратник, ратник, ратник, Земљо моја, земљо предака Ратник, ратник, ратник, Народе мој, народе вечности Својом одлучношћу и ватром, и вулканом освете, Жудњом у крви мојој за земљом и домом Пређох планине и борих се у ратовима Освојих немогуће, и пређох фронтове Упорношћу ветра и ватром оружја И одлучношћу мог народа у земљи борбе Палестина је мој дом, Палестина је моја ватра, Палестина је моја освета и земља одупирања Под заклетвом у сенци заставе Зарад моје земље и народа, и ватре бола Живећу као ратник, остаћу ратник, Умрећу као ратник - до повратка моје земље |

- : Појам fidāʼīyīn је арапска множина именице fidāʼī, која значи „жртва”/„онај који се жртвује” (буквални превод би могао бити „мученик”) и потиче из персијског језика - где је Хасан Сабах окупио прву скупину федајина (такође познатих и као асасини). Палестински федајини су националистички милитанти или герилски борци међу палестинским народом. Већина Палестинаца их сматра „борцима за слободу”.